# El Pequeño Mundo
El Pequeño Mundo é o décimo quarto álbum de estúdio, e o quarto em espanhol, da cantora e apresentadora brasileira Xuxa, lançado em outubro de 1994, pela PolyGram.

## Produção
O álbum El Pequeño Mundo teve direção artística de Manuel Calderón e foi produzido por Michael Sullivan, com o projeto gráfico assinado por Xuxa e Reinaldo Waisman. Durante dez dias, Xuxa gravou seu novo disco em espanhol em Miami. O cantor Carlinhos Brown também esteve presente para regravar a versão em espanhol da música "Happy-Py", intitulada "Happy Si", canção composta por ele.
Este álbum é uma versão latina do décimo álbum de estúdio brasileiro de Xuxa, Sexto Sentido, e é composto principalmente por versões em espanhol de canções do disco brasileiro. Inclui também covers de músicas populares, como "Grito de Guerra" de Chiclete com Banana e "O Pato" de João Gilberto, além das faixas inéditas "Muy Pequeño El Mundo Es", "Que Sí, Que No" e "Voy a Salir de Reventón". A ex-Paquita Roberta Cipriani revelou que "Grito de Guerra" foi regravada em português para o álbum Sexto Sentido, mas apenas a versão em espanhol foi lançada.
Além disso, El Pequeño Mundo marcou a mudança de gravadora internacional de Xuxa, que deixou a Globo Records e lançou este projeto pela PolyGram/Mercury.

## Lançamento
El Pequeño Mundo foi lançado primeiramente na Argentina em outubro de 1994. O álbum vendeu 120 mil cópias antecipadamente e alcançou a marca de 400 mil cópias, conquistando o disco triplo de platina. Em seguida, foi distribuído por toda a América Latina, Espanha e Estados Unidos. No Chile, o álbum obteve vendas positivas, alcançando a sexta posição entre os mais vendidos em sua primeira semana, de acordo com a revista Billboard.

## Divulgação
| Críticas profissionais                                                      | Críticas profissionais |
| Avaliações da crítica                                                       | Avaliações da crítica  |
| Fonte                                                                       | Avaliação              |
| --------------------------------------------------------------------------- | ---------------------- |
| Allmusic                                                                    | [ 1 ] [ 3 ]            |
| Esta tabela precisa de ser acompanhada por texto em prosa. Consulte o guia. |                        |

Para divulgar El Pequeño Mundo, Xuxa esteve em Buenos Aires em meados de dezembro de 1994, onde realizou dois Pocket Shows nos programas Hola Susana e Ritmo De La Noche da rede Telefé. O álbum vendeu mais de 120.000 cópias no Argentina. No final de 1994, Xuxa iniciou a turnê "Sexto Sentido" no Brasil, que também estava prevista para passar por Argentina, Peru, Chile, Espanha e Estados Unidos. No entanto, os shows internacionais não foram realizados por motivos desconhecidos. Durante a apresentação, Xuxa cantava um mix da música "Ilariê" em três idiomas.

## Lista de faixas
| El Pequeño Mundo – Edição em CD |                                                  |                                                                                                  |         |  |
| N.º                             | Título                                           | Compositor(es)                                                                                   | Duração |  |
| 1.                              | "Juego de La Rima (The Name Game)"               | Shirley Elliston Lincon Chase Zé Henrique (versão) Ângela Mattos (versão) Marcelo Faria (versão) | 5:51    |  |
| 2.                              | "Happy Sí"                                       | Carlinhos Brown                                                                                  | 4:03    |  |
| 3.                              | "Grito de Guerra"                                | Waldinho Marques Bell                                                                            | 3:32    |  |
| 4.                              | "Danza de Las Estrellas"                         | Michael Sullivan Aloysio Reis                                                                    | 4:29    |  |
| 5.                              | "Es de Chocolate"                                | Sullivan Massadas                                                                                | 4:52    |  |
| 6.                              | "Un Pato"                                        | Jaime Silva Nevsa Teixeira                                                                       | 2:48    |  |
| 7.                              | "Reír Es El Mejor Remedio"                       | Zé Henrique Fred Pereira                                                                         | 3:39    |  |
| 8.                              | "Muy Pequeño El Mundo Es" ("It's a Small World") | Robert B. Sherman Richard M. Sherman                                                             | 4:44    |  |
| 9.                              | "El Paso del Amor"                               | Carlinhos Brown                                                                                  | 3:55    |  |
| 10.                             | "Sexto Sentido"                                  | Sullivan Aloysio Reis                                                                            | 4:59    |  |
| 11.                             | "Que Sí, Que No"                                 | Cid Guerreiro                                                                                    | 3:35    |  |
| 12.                             | "Sólo Faltas Tú"                                 | César Lemos Marcello Azevedo                                                                     | 3:29    |  |
| 13.                             | "Voy A Salir de Reventón"                        | Michael Sullivan Aloysio Reis                                                                    | 3:18    |  |
| 14.                             | "Palomitas de Maíz"                              | Cesar Borg Angel Guerreiro                                                                       | 3:26    |  |
| 15.                             | "Soy Feliz"                                      | Sullivan Reis                                                                                    | 3:18    |  |
| Duração total:                  | Duração total:                                   | Duração total:                                                                                   | 59:58   |  |

| El Pequeño Mundo – Edição em LP e K7 |                                                  |                                                                                                  |         |  |
| N.º                                  | Título                                           | Compositor(es)                                                                                   | Duração |  |
| 1.                                   | "Juego de La Rima (The Name Game)"               | Shirley Elliston Lincon Chase Zé Henrique (versão) Ângela Mattos (versão) Marcelo Faria (versão) | 5:51    |  |
| 2.                                   | "Happy Sí"                                       | Carlinhos Brown                                                                                  | 4:03    |  |
| 3.                                   | "Grito de Guerra"                                | Waldinho Marques Bell                                                                            | 3:32    |  |
| 4.                                   | "Danza de Las Estrellas"                         | Michael Sullivan Aloysio Reis                                                                    | 4:29    |  |
| 5.                                   | "Es de Chocolate"                                | Sullivan Massadas                                                                                | 4:52    |  |
| 6.                                   | "Un Pato"                                        | Jaime Silva Nevsa Teixeira                                                                       | 2:48    |  |
| 7.                                   | "Soy Feliz"                                      | Sullivan Reis                                                                                    | 3:18    |  |
| 8.                                   | "Muy Pequeño El Mundo Es" ("It's a Small World") | Robert B. Sherman Richard M. Sherman                                                             | 4:44    |  |
| 9.                                   | "El Paso del Amor"                               | Carlinhos Brown                                                                                  | 3:55    |  |
| 10.                                  | "Sexto Sentido"                                  | Sullivan Aloysio Reis                                                                            | 4:59    |  |
| 11.                                  | "Que Sí, Que No"                                 | Cid Guerreiro                                                                                    | 3:35    |  |
| 12.                                  | "Sólo Faltas Tú"                                 | César Lemos Marcello Azevedo                                                                     | 3:29    |  |
| 13.                                  | "Voy A Salir de Reventón"                        | Michael Sullivan Aloysio Reis                                                                    | 3:18    |  |
| 14.                                  | "Palomitas de Maíz"                              | Cesar Borg Angel Guerreiro                                                                       | 3:26    |  |
| 15.                                  | "Reír Es El Mejor Remedio"                       | Zé Henrique Fred Pereira                                                                         | 3:39    |  |
| Duração total:                       | Duração total:                                   | Duração total:                                                                                   | 59:58   |  |

NOTA: o disco "El Pequeño Mundo" foi lançado em formato LP. Mas foi lançado em formato promocional, isto é, somente tiragens para rádios.

## Desempenho nas paradas musicais

### Posições
| Chart (1994)       | Melhor Posição |
| ------------------ | -------------- |
| Buenos Aires       | 1              |
| Chart (1995)       | Melhor Posição |
| Chile (IFPI Chile) | 6              |

## Certificações
| País      | Certificador | Certificação | Vendas  |
| --------- | ------------ | ------------ | ------- |
| Argentina | CAPIF        | 2× Platina   | 400,000 |

## Histórico de lançamentos
| País      | Data | Formato(s)             | Gravadora                |
| --------- | ---- | ---------------------- | ------------------------ |
| Argentina | 1994 | LP (promocional) K7 CD | PolyGram Mercury Philips |
| Espanha   | 1994 | CD                     | Philips PolyGram         |
| EUA       | 1994 | CD                     | Mercury PolyGram         |
| México    | 1994 | K7 CD                  | PolyGram Mercury         |
| Peru      | 1994 | K7                     | Mercury                  |

## Ficha Técnica
- Direção Artística: Manuel Calderón
- Projeto gráfico: Xuxa Meneghel e Reinaldo Waisman
- Direção e Realização: Michael Sullivan
- Assistente de Produção: Tania Mahon
- Direção de voz em espanhol da Xuxa: Graciela Carballo
- Direção de voz: Akiko Endo (japonês), Ugo Chiarato (italiano), Corinne Merkin (francês), Hagai Goian (hebraico)
- Gravação de voz do coro adulto: Crescent Moon Studio
- Coro: Rodolfo Castillo, Georgina Cruz, César Nascimento, Jorge Noriega, Wendy Pederson e Rita Quinter
- Voz e coro adulto - engenheiro: Carlos Alvarez
- Arranjo e preparação de teclados: Marcello Azevedo
- Guitarra elétrica: César Nascimento
- Arranjo de metais: Ed Calle e Rodolfo Castillo
- Músicos: Ed Calle, Tony Concepción, Dana Teboe, Tim Barnes, Glenn Basham, Rafael Elvira, Joan Falgen, PH
- Gravação de coro infantil: Art Sullivan Home Studio, Castle Recording Studio
- Coro infantil: Anthony Carvajal, Giovanni de Paz, Juliana Lima, Mingyar Maya, Manuel Pascual, Jessy Lin Pólo
- Engenheiros: Marcello Azevedo, Alfredo Matheus, Carlos Alvarez
- Assistentes: Sebastian Krys, Alfredo Matheus
- Gravação de metais: A Studio
- Mixado no Crescent Moon: por Antonio Moog Canazio
- Fotos: Luis Crispino
- Figurinista: Willis Ribeiro
- Cabelo: Márcia Regina Elias
- Maquiagem: Roberto Fernandes